# この河の流れに
『この河の流れに』（このかわのながれに）はフジテレビ系『ライオン奥様劇場』枠で1964年8月3日から1964年8月28日まで放送された連続テレビ映画である。白黒作品。全20回。

## 概要
「奥様劇場」第1作。古い因習に抗いながら一途に愛を貫く異母姉妹の姿を描くメロドラマ。大船撮影所によるテレビ映画製作第1回作品。平均視聴率9.4％、最高視聴率13.1％（いずれもビデオリサーチ関東地区調べ）。

## 物語
京都、西陣で有数の老舗呉服店「若宮商店」の主人昌造が病死した。残されたひとり娘のいさ子は大番頭古田から多額の借財が残されたことを知らされる。母は幼少時に亡くなり、相談する相手もなく途方に暮れるいさ子に債権者の秋山は結婚を条件に援助を申し出る。通夜の席に見知らぬ母娘の姿があった。母キクは祇園の茶屋の女将、娘京子は舞妓という。キクは自分の店を抵当に入れて若宮の借金を肩代わりすると言うが、いさ子は事情が呑み込めない。説明を求めるいさ子にキクは、自分は昌造の妾、京子は腹違いの妹と告げる。困惑するいさ子を京子は冷ややかな眼差しで見つめていた。

## キャスト
- 若宮いさ子 ……… 香山美子
- 波島京子 ………… 光本幸子
- 波島キク ………… 花柳小菊
- 香月伸也 ………… 天田俊明
- 沢木冬彦 ………… 堀雄二
- 牧恭太 …………… 塚本信夫
- 古田孫兵衛 ……… 明石潮
- 住職延亮 ………… 市川小太夫 (2代目)
- 秋山耕助 ………… 江見俊太郎
- 生野つる枝 ……… 三原葉子
- 沢木ユリエ ……… 瞳麗子
- 松原 ……………… 松原光二
- 君島加代子 ……… 加代キミ子
- 君島ミカ ………… 初名美香
- 美樹ちか子 ……… 中西杏子
- 婆や ……………… 水上令子
- 梶本 ……………… 山路義人
- 院長 ……………… 佐野周二

## スタッフ
- 原作:吉村公三郎、矢口捷平
- 脚本:芦沢俊郎
- 監督:岩間鶴夫
- 音楽：加藤三雄
- プロデューサー：白石吉之助(松竹)、湯沢保雄(フジテレビ)
- 制作：松竹・フジテレビ

## 主題歌
- 「この河の流れに」
- 作詞：山上路夫
- 作曲：加藤三雄
- 歌：藤村真紀(ビクターレコード)

## 参考資料
- 「この河の流れに」シナリオ決定稿
- 「テレビジョンドラマ」(放送映画出版)

| フジテレビ ライオン奥様劇場                                                     | フジテレビ ライオン奥様劇場             | フジテレビ ライオン奥様劇場            |
| 前番組                                                                          | 番組名                                  | 次番組                                 |
| ------------------------------------------------------------------------------- | --------------------------------------- | -------------------------------------- |
| （無し）                                                                        | この河の流れに （1964.8.3 - 1964.8.28） | おやじ操縦法 （1964.8.31 - 1964.9.25） |
| フジテレビ 平日13:00 - 13:30枠                                                  |                                         |                                        |
| 月-空飛ぶドクター 火-ママは大学一年生 水-女の小箱 木-マンガ原始家族 金-めひょう | この河の流れに （1954.8.3 - 1964.8.28） | おやじ操縦法 （1964.8.31 - 1964.9.25） |